# Ben Chaplin
Ben Chaplin, nome artístico de Benedict John Greenwood (Windsor, 31 de julho de 1969), é um ator, diretor e escritor inglês.

## Início da vida
Chaplin nasceu e cresceu em Windsor, Berkshire, filho de Cynthia (Chaplin), uma professora de teatro, e Peter Greenwood, um engenheiro civil. Ele tem duas irmãs, Sarah e Rachel, e um irmão, Justin. Ele ficou com o nome artístico após o nome de solteira de sua mãe. Ele participou do Princess Margaret Royal Free School. Na idade de 17 anos, ele se matriculou na Escola Guildhall de Música e Drama.

## Filmografia parcial
- 1995 - Feast of July - Con Wainwright
- 1996 - Feito Cães e Gatos - Brian
- 1997 - Washington Square - Morris Townsend
- 1998 - Além da Linha Vermelha - soldado John Bell
- 2000 - Dominação - Peter Kelson
- 2001 - A Isca Perfeita - John Buckingham
- 2002 - Cálculo Mortal - Sam Kennedy
- 2009 - Dorian Gray